# The New England Journal of Medicine
The New England Journal of Medicine – recenzowane naukowe czasopismo medyczne wydawane przez Massachusetts Medical Society, najstarsze nieprzerwanie wydawane czasopismo medyczne na świecie, jedno z najbardziej renomowanych, o wysokim wskaźniku cytowań.
Czasopismo założył John Collins Warren w roku 1812 i początkowo wydawał jako kwartalnik pod tytułem The New England Journal of Medicine and Surgery. W 1828 pismo zaczęło być wydawane co tydzień jako The Boston Medical and Surgical Journal; sto lat później przyjęło obecną nazwę. Według ISI w roku 2014 wskaźnik cytowań czasopisma wyniósł 55 873.